# Ашшурбанапал
Ашшурбанапа́л (Ашшурбанипа́л; аккад. Ашшур-бан-апал (Aššur-bāni-apli); букв. «Ашшур — создатель наследника») — царь Ассирии, правил приблизительно в 669 — 627 гг. до н. э. Сын Асархаддона, последний великий царь Ассирии.
Военными и дипломатическими средствами пытался сохранить и приумножить огромную Ассирийскую державу. Ашшурбанапал был хорошим администратором и ловким дипломатом, не брезговавшим для достижения политических целей любыми интригами и даже убийствами. Характеру Ашшурбанапала были присущи злобная жестокость, стремление не только победить противника, но и максимально его унизить. Вместе с тем, он, будучи единственным ассирийским императором, владевшим клинописью и умевшим читать на шумерском и аккадском языках, собрал крупнейшую библиотеку своего времени. Из царской переписки известно, что Ашшурбанапал был слаб здоровьем или, по крайней мере, чрезвычайно мнителен. Вопреки утверждениям его анналов, он почти никогда не принимал личного участия в военных походах.

## Хронология
Несмотря на большую важность Ашшурбанапала для историков, хронология его правления остаётся проблематичной. Это связано с малым числом источников и нехронологическим изложением событий в «хрониках», где военные кампании группированы зачастую по географическим признакам. Данная статья придерживается хронологии, использованной в классической работе Грейсона (1980), где событиям из хроник соответствуют метки (например, Egypt 1 для первой египетской кампании, которую невозможно датировать с надёжностью). Грейсон также разделяет события на «твёрдые даты» в приложении А, даты, отсчитываемые от начала царствия, описанного в приложении В и т. п.

## Биография

### Восшествие на престол
Ашшурбанапал был, видимо, любимцем отца и бабушки, уроженки Сирии, жены Синаххериба и матери Асархаддона, энергичной и властной Накии (по-арамейски «Чистая», в аккадском переводе — Закуту). Ещё при жизни Асархаддон назначил Ашшурбанапала наследником ассирийского престола, а Шамаш-шум-укина, другого своего сына от жены — уроженки Вавилона, поставил царём Вавилона. Ашшурбанапал нигде не подчёркивает, что он является старшим. Если бы это было так, то он не преминул бы на это опереться, ибо существующее ассирийское законодательство обосновывало преимущественные права на наследство именно старшего из сыновей. Шамаш-шум-укин нигде не воздаёт брату почестей за его старшинство, но употребляет термин аху талиму, что значит «брат-близнец» или «брат равный». Точно такой же термин употребляет и Ашшурбанапал в своих надписях. Скорее всего, они не имели друг перед другом возрастных преимуществ, и вопрос престолонаследия решался отчасти влиянием их матерей на отца, а главным образом проассирийской и провавилонской партиями.
После смерти Асархаддона бабушка Ашшурбанапала Закуту решительно взялась за приведение населения к присяге молодому царю. Особое внимание было обращено на приведение к присяге Шамаш-шум-укина, которого предполагали сделать не царём Вавилона, а лишь подданным ассирийского царя. По Вавилонии прокатилась волна протестов, но вавилонян силой заставили присягнуть царю Ассирии. Но всё же Ашшурбанапалу пришлось отступить перед оппозицией. Всю зиму и весну 668 г. до н. э. Ашшурбанапал колебался, он запрашивал оракула бога Шамаша: «должен ли Шамаш-шум-укин взять руку великого господина бога Мардука в городе», «следует ли вернуть бога Мардука из Ашшура в Вавилон». В обоих случаях оракул дал утвердительный ответ. В месяце айару (апрель—май) Ашшурбанапал решил, наконец, выполнить отцовскую волю и назначил Шамаш-шум-укина царём Вавилона, в связи с чем в Вавилон была возвращена статуя бога Мардука, находившаяся в Ассирии с 689 г. до н. э. Шамаш-шум-укин получил в управление лишь Северную Вавилонию, а на юге Ашшурбанапал сохранил для равновесия самостоятельные халдейские княжества и Приморскую страну. Хотя южные города Урук, Ур, Эриду и другие входили формально в царство Шамаш-шум-укина, на самом деле Ашшурбанапал держал там свои воинские силы и, по-видимому, полностью распоряжался в них. В первое время отношения между Ассирией и Вавилонией носили мирный характер. Ашшурбанапал, вероятно, помог Шамаш-шум-укину в формировании войска. Он восстанавливал храмы на территории Вавилонии (Эсагила в Вавилоне, Эбарра в Сиппаре и др.), приносил жертвы вавилонским богам, Шамашу, Мардуку, Иштар-Инанне.

### Военные кампании

#### Подавление египетского восстания
Ещё при отце Ашшурбанапала Асархаддоне в Египте вспыхнуло восстание. Союзниками египетско-кушитского фараона Тахарки выступили финикийские и филистимские города, государств на территории, впоследствии известной, как Палестины (Иудея, Эдом, Моав, Аммон), а также города Кипра. Ашшурбанапал в 667 г. до н. э. подавил восстание 22 царей союзников Египта и, более того, принудил их выступить со своим флотом и войсками против Египта. На границе Египта, у Карбаниты, войско Тахарки было разбито, а сам он бежал в Фивы. Правители Дельты, примкнувшие к Тахарке: царь Ци’ну (Пелусий) Шарру-Лудари, царь Саиса и Мемфиса Нехо I, царь Пер-Сопда Паккур, царь Мендеса Пуйама, царь Таниса Педубастис, царь Атрибиса Буккуаннипи (егип. Бекеннефи) и другие цари были разбиты, и покорены. Некоторые из них были пленены и уведены в Ниневию. Усилившись войсками мелких владетелей, ассирийцы двинулись на Фивы и через 40 дней после вступления в Египет взяли этот город. Тахарка бежал в Куш. Правитель Фив Мантиманхе (егип. Монтуэмхет) покорился ассирийцам и уплатил дань. Пытаясь сохранить Египет под своей властью, Ашшурбанапал прибегнул к политике «разделяй и властвуй». Из пленных вождей лишь Нехо и его сын Псамметих были отмечены милостью Ашшурбанапала — награждены богатыми дарами и возвращены на царствование в Египет. Причём Псамметих даже получил ассирийское имя Набу-шезиб-анни («Набу спаси меня») и был назначен вместо Бекеннефи правителем Атрибиса, который был переименован в Лимир-патеси-Ашшур («Да, сияет наместник Ашшура»). Однако Нехо лишился Мемфиса, и этот город стал главной ассирийской крепостью на египетской территории. Гелиополь, вероятно, тоже управлялся ассирийской администрацией, так как ни город, ни его царь не упоминаются в списке правителей Египта в летописи Ашшурбанапала.

#### Война с Эламом
С юго-восточным соседом — Эламом — Ашшурбанапал первоначально находился в хороших отношениях. По словам Ашшурбанапала, когда Элам постигла засуха, ассирийский царь направил туда из своих личных запасов зерно для голодающих. Кроме того, он дал кров бежавшим от голода эламитам и оказал им всяческую помощь. Эти эламиты жили в Ассирии до тех пор, пока в Эламе не созрел хороший урожай, после чего Ашшурбанапал отпустил их с миром на родину. Однако царь Элама Уртаки, которого беспокоило усиление Ассирии, не особенно верил в прочность ассиро-эламской дружбы, а, кроме того, не желал отказываться от своих давних притязаний относительно Вавилонии. Так или иначе, но Уртаки нарушил мир.
В 667 г. до н. э. в союзе с правителем Гамбулу (одного из самых могущественных арамейских княжеств в Вавилонии) Бел-Икишем и ассирийским наместником в Приморье Набу-шум-эрешем, Уртаки неожиданно ворвался в южные окраины Вавилонии и даже подошёл к самому Вавилону, где стал лагерем. Положение осложнялось тем, что ассирийская армия в это время находилась на западных границах империи. Шамаш-шум-укин послал гонца к брату с просьбой о помощи. Ашшурбанапал двинул войска в Месопотамию. Узнав об этом, Уртаки и мятежные князья сняли осаду Вавилона и начали отступление к границе Элама.
Ассирийцы догнали их на границе и нанесли им поражение. Победа ассирийцев не была решающей и, в принципе, война 667 года не принесла существенных результатов ни той, ни другой стороне, однако в том же году Уртаки и предводители восставших «внезапно» умерли. Видимо, они были устранены с помощью ассирийской секретной службы. Подавив выступление халдеев, ассирийцы взяли в качестве заложников трёх сыновей Бэл-икиша и всех членов их семей, а также двух сыновей Набу-шум-эреша. Новый эламский царь Те-Умман после смерти Уртаки решил убить трёх его сыновей и двух племянников, но в 664 году до н. э. те вместе с 60 другими членами царского рода и вельможами бежали в Ассирию.
Ашшурбанапал, справедливо полагая, что они могут ему в дальнейшем пригодиться, тепло принял беглецов и разрешил остаться в Ассирии.

#### Расширение границ на северо-западе, в Малой Азии
Царь далекого Лидийского царства Гигес (ассир. Гига) признал власть ассирийского царя, и около 666—665 года до н. э. направил в Ниневию посольство с изъявлением покорности. В качестве подарка Гигес послал Ашшурбанапалу двух захваченных им в плен киммерийских вождей. Около 657 г. до н. э. произошёл инцидент в ассирийской провинции Шуприи на границе с Урарту. Андариа, начальник области или туртан Урарту, напал на город Куллимери, но в происшедшем ночном бою был отброшен верными Ашшурбанапалу жителями этого города. Сам Андариа был убит в этом сражении, а его голову победители доставили в Ниневию.
Используя продвижение киммерийцев вглубь Малой Азии, что представляло значительную угрозу как для ближайших соседей — Табала и Хилакку (Киликии), так и для более удалённых западных областей Малой Азии, Ассирия смогла добиться признания своего господства «мирным» путём от царя Табала Мугаллу и царя Хилакку Сандашарме. Оба царя около 662 года до н. э. послали в гарем Ашшурбанапала своих дочерей с богатым приданым, а на их царства была наложена дань лошадьми.

#### Вторжение царя Куша
Около 666 г. до н. э. царь Куша Танутамон (ассир. Талтаману) вторгся в Египет и прошёл до Дельты, не встретив сопротивления. Подойдя к Мемфису, он осадил находящийся там ассирийский гарнизон. Правитель Саиса Нехо I выступил на стороне Ассирии и двинулся к осаждённому Мемфису на бой с кушитами, но был, вероятно, разбит и погиб. Его сын Псамметих (ассир. Пишамилку) бежал в Ассирию. Мемфис был взят. Танутамон вступил в Дельту, но ливийские царьки Дельты засели в своих хорошо укреплённых городах и не пожелали выйти на бой с ним. Убедившись в бесперспективности длительной осады, Танутамон вернулся в Мемфис. Однако военная демонстрация мощи Куша и запаздывание возмездия со стороны Ассирии сыграли свою роль. Князья Дельты во главе с Пакруром из Пер-Сопда прибыли в Мемфис, чтобы выразить покорность Танутамону и уплатить дань. Танутамон был провозглашён царём Верхнего и Нижнего Египта. Под влиянием этой победы вновь заволновалась Финикия, где царь Тира Баал и царь Арвада Йакинлу попытались сбросить ассирийское иго.
Между тем Псамметих был тепло принят в Ассирии и во главе огромного войска в 663 г. до н. э. двинулся в Египет. Танутамон потерпел поражение от ассирийцев у стен Мемфиса и отступил в Фивы. После этого положение в Нижнем Египте коренным образом изменилось в пользу Ассирии. Все правители Дельты выразили покорность Ашшурбанапалу. Ассирийские войска смогли теперь развить наступление на юг. При их приближении Танутамон оставил Фивы и бежал в Кипкипи (город на юге Египта или в Нубии). Фивы перешли в руки ассирийцев и были жестоко разграблены. Серебро, золото, драгоценные камни, имущество дворца, два литых обелиска из электрума (сплав золота и серебра) весом 2500 талантов (75,75 т), стоявших у входа в храм, кони и пленники составили трофеи победителей. С огромной добычей ассирийцы возвратились в Ниневию.

#### Восстание в Финикии
Около 662 года до н. э. ассирийцы приступили к подавлению восстания в Финикии и осадили Тир. Город лишился пресной воды и его защитники пили только морскую. Блокада оказалась слишком тяжелой для населения. Убедившись в том, что дальнейшее сопротивление бессмысленно, царь Тира Баал I направил своего сына Йахимилка к Ашшурбанапалу просить пощады. Вместе с сыном он послал для гарема ассирийского царя свою дочь и дочерей своих братьев с богатым приданым. Ашшурбанапал, справедливо полагая, что лучше иметь царя богатейшего города в союзниках, простил Баала и даже вернул ему его сына-заложника. Таким образом, Баал I отделался данью. Лишившись союзника, покорился и царь Арвада Йакинлу и тоже послал Ашшурбанапалу свою дочь в гарем.

#### Поход в Манну
Около 660 г. до н. э. ассирийцы предприняли поход в Манну, с целью вернуть себе территории потерянные в предыдущую войну. Войска  «начальника глав»  (высшая воинская должность в Ассирии после туртана, последняя должность при Ашшурбанапале, по-видимому, не замещалась) Набу-шарр-уцура («Набу, храни царя») перевалили через Загрос. Царь маннеев Ахсери пытался напасть на них и уничтожить во время ночёвки, но это ему не удалось, маннейские войска были отброшены. Ассирийцы заняли 8 крепостей между южной границей Манны и её столицей Изирту. Ахсери перенёс свою резиденцию из находившейся под угрозой Изирту в крепость Ишштатту. Ассирийцы предприняли 15-дневную осаду, как Изирту (возможно, совр. Сыкказ), так и соседних крепостей Узбиа и Урмейате (совр. Армаит, у Саргона упоминается как Армед). Однако им не удалось взять эти крепости и они ограничились опустошением окрестностей и угоном людей в рабство, а также захватом скота.
На обратном пути ассирийцы предприняли завоевание пограничных крепостей, захваченных маннеями при Асархаддоне. Первым удару подвергся г. Шурдиру. Этот город был захвачен и сожжён, а его территория была включена в состав Ассирийской державы. Затем ассирийцы захватили г. Арсийаниш (урарт. Арсита), расположенный на горе Харси. Правитель города Райадишади был убит, а сам город сожжён. Также разрушению подверглись города Эриштейана, Бируа, Шарруикби, Гусуне и некоторые другие, а их территории были возвращены Ассирии.
Поражение, которое потерпел Ахсери, обострило внутренние противоречия в Манне. Текст Ашшурбанапала сообщает, что в Манне началось восстание свободных общинников-земледельцев и, возможно, рабов. Повстанцы убили Ахсери, выбросили его труп на улицу и истребили также почти весь его род. Уалли, оставшийся в живых сын Ахсери, немедленно послал своего сына Эрисинни к ассирийскому царю за помощью против своего народа. Для умилостивления Ашшурбанапала он прислал ему в гарем свою дочь. Ашшурбанапал наложил на Уалли дань и, видимо, оказал ему какую-то помощь, так как цари Манны оставались до конца существования этого государства верными союзниками Ассирии. Вероятнее всего, Ашшурбанапал поручил своему зятю, царю скифов Мадию, разобраться в сложившейся в Манне обстановке. Как бы там ни было, но ассирийские источники, к сожалению, об этом умалчивают.
Текст Ашшурбанапала, сообщив о восстании в Манне и воцарении Уалли, прибавляет: «В эти же дни Бирисхадри мидийского, „владыки поселения“, а также Шарати и Парихиа, сыновей Гагу, „владыки поселения“ страны Саху, которые сбросили ярмо моего владычества, я покорил, 75 их укреплённых поселений захватил, и полонил их полон, а их самих захватил я живьём в свои руки и доставил в Ниневию». По всей вероятности, Бирисхадри правил в Кишессу (Кар-Уригалли) или в Хархаре (Кар-Шуррукин). О положении страны Саху ничего определённого сказать не представляется возможным. По-видимому, к этому же времени относится поход ассирийцев под командованием «начальника глав» Ша-Набу-шу в Эллипи.

#### Новая война с Эламом
Царь Элама Те-Умман послал в Ассирию посольство с целью добиться у Ашшурбанапала выдачи беглецов, скрывающихся там с 664 г. до н. э. Ашшурбанапал ответил отказом и в качестве заложников захватил эламских послов Умбадара и Набудамика. В ответ на это Те-Умман начал войну с Ассирией. В месяце абу (июль—август) 653 г. до н. э. эламское войско вторглось в пограничные пределы Вавилонии. Узнав о нападении, ассирийский царь не стал медлить и уже через 10 дней его войско, спустившись вниз по Тигру, стояло у стен пограничной крепости Дер (ассир. Дур-или). Быстрота и оперативность ассирийцев привели в замешательство Те-Уммана и расстроили его планы. Эламский царь не успел закончить переговоры с арамейскими племенами и халдейскими царствами и поднять их против Ассирии. Только правитель Гамбулу Дунану, сын Бел-икиша и арамейские племена урби и тебе открыто примкнули к Те-Умману. После вступления ассирийцев в Дер, в месяце улулу (август—сентябрь), Те-Умман без боя отступил к Сузам. Ашшурбанапал преследовал его и вышел к реке Улай (совр. Карун). Пытаясь приостановить наступление противника, Те-Умман занял оборону по берегу реки, немного южнее Суз, у города Туллиз. В происшедшем сражении армия Элама потерпела полное поражение. Те-Умман со своими двумя сыновьями и верными ему полководцами отступил в прилегающую к месту сражения рощу. Одного из своих сыновей — Итуни он послал к ассирийцам для переговоров о мире, но ассирийский военачальник даже не пожелал говорить с вестником побеждённого царя. Те-Уммана и второго сына захватили ассирийцы и на глазах у эламских воинов, бросивших оружие, царевич, а вслед за ним и сам царь были убиты. Труп царя был обезглавлен и отрубленная голова отправлена в Ниневию. Сузы сдались без боя. Элам был отдан под власть царевичей, нашедших в своё время приют в Ассирии. Территория Элама была поделена между ними. Ассирийский царь руководствовался политикой «разделяй и властвуй».
На обратном пути ассирийцы усмирили гамбулийцев. Столица Гамбулу город Шапибель был взят приступом и сожжён. Ассирийцы разрушили плотины, и воды рек и каналов залили развалины крепости, уничтожив всё, что пощадил огонь. Дунану и его брат Самогуну были уведены в Ниневию. Послы Те-Уммана Умбадара и Набудамик, оставленные в Ниневии в качестве заложников, увидев отрубленную голову Те-Уммана, пришли в ужас, а Набудамик даже пронзил себя кинжалом. Дунану был отправлен в Арбелу и зарезан там, «как ягнёнок». У него вырвали язык, содрали кожу, а труп разрубили на части. В течение 5 лет после этого в Эламе царило спокойствие (655 — 651 гг. до н. э.).
Победа над Эламом имела столь огромное значение, что царь Урарту Руса II направил к Ашшурбанапалу, в Арбелу, где праздновался триумф, посольство с изъявлением своей дружбы. Желая запугать послов, Ашшурбанапал рассказал им о злосчастной судьбе Набудамика и Умбадару и перед ними Маннуки-аххе, сподвижнику Дунану и Нинурта-усалли, коменданту его города, вырвали языки и содрали кожу.

#### Потеря Египта
Псамметих, один из правителей Египта, подчинил себе всех остальных ливийских царей и объявил себя фараоном. Первоначально он владел только Нижним Египтом, но в 656 г. до н. э. он распространил своё влияние и на Фивы, выбив оттуда кушитов Танутамона. В 655 г. до н. э. Псамметих прекратил подчиняться ассирийскому царю и платить ему дань, таким образом, с этого времени Египет был окончательно потерян для Ассирии. Неспокойно было и на северо-западных границах Ассирии, где активизировались киммерийцы. В 654 г. до н. э. ассирийцы имели даже какие-то военные столкновения с их вождём Тугдамми (др.-греч. Лигдамис) и его сыном Сандакшатру. По-прежнему в союзе с киммерийцами находились урарты.

### Восстание Шамаш-шум-укина

#### Антиассирийская коалиция
Между тем, брат Ашшурбанапала, царь Вавилона Шамаш-шум-укин, желая добиться полной самостоятельности, в короткий срок создал широкую антиассирийскую коалицию. В состав этой коалиции вошли Элам, ряд халдейских и арамейских княжеств Вавилонии (Приморье, Бит-Синмагир, Пукуду и др.), а также западно-иранские княжества (в том числе Мидия и Парсуаш (Персида). На Западе к коалиции присоединились арабы (Арибу, Кидри и в меньшей степени Набайатэ), некоторые финикийские города (Тир, Акко, Арвад и др.) и Иудея. Кроме того, Шамаш-шум-укин, по-видимому, вступил в союзные отношения с Египтом и Лидией.
Первым поднялся запад. Завершая борьбу за освобождение Египта от власти Ассирии, Псамметих в 654 г. до н. э. вывел свои войска за пределы страны и подступил к Ашдоду, в то время бывшему ассирийским наместничеством. Одновременно в союзе с Египтом выступила Лидия, порвавшая узы подчинения и вообще дипломатические отношения с Ассирией. Тогда же или чуть позже в 653 г. до н. э. против Ассирии начала борьбу Мидия, названная в летописи Ашшурбанапала древним термином «страна Гутиум». Тир и Арвад, разгромленные совсем недавно в 660 г. до н. э. тоже, по-видимому, жаждали мщения, но сил у них было, видимо, маловато. Поэтому об участии Сирии и Финикии в мятеже Шамаш-шум-укина говорится как-то вскользь.

#### Начало восстания
Весной 652 г. до н. э. Шамаш-шум-укин снарядил почетное посольство в Ниневию для воздаяния почестей Ашшурбанапалу. Под этим благовидным предлогом он выпроводил из Вавилона главарей проассирийской группировки и поднял восстание. Одновременно с Вавилоном выступили и арабские союзники Шамаш-шум-укина. В начале Уайатэ, сын Бирдадда, царь Ариби отказался слать дань Ассирии, затем он стал нападать на подчинённые ей земли. Судя по названиям, это были южно-палестинские и южно-ассирийские области. Одновременно было послано войско под командованием братьев военачальников Абийатэ и Айаму, сыновей Тэри на помощь Вавилону. В то же время восстал и правитель княжества Кидри (Кедар) Аммулади. Он начал войну с некоторыми сирийскими княжествами, верными Ашшурбанапалу. И, наконец, посильную помощь взялся оказать царь Набайатэ (набатеев) Натну.
Обратившись к киммерийцам, ассирийцы заручились их помощью в борьбе с Лидией. Под ударами киммерийцев в 652 г. до н. э. занявших всю страну, столицу Сарды и не сумевших взять только неприступный акрополь, Лидия была вынуждена капитулировать. Гигес пал в сражении, а его сын и наследник Ардис немедленно признал владычество Ассирии.
Вместе с Вавилоном восстание начали Сиппар, Борсиппа и Ниппур, но многие вавилонские города, в том числе Куту, Урук и Ур, отказались поддерживать Шамаш-шум-укина, и сохранили верность Ассирии. На стороне последней остались также крупные халдейские княжества Средней Вавилонии Бит-Амуккани и Бит-Даккури. А что касается Элама и халдеев Приморья, то они выжидали, и готовились к борьбе. Таким образом, одновременного выступления союзников против Ассирии не произошло и это с самого начала серьёзно ослабило восстание. Тем не менее, Шамаш-шум-укин действовал быстро и энергично, не дожидаясь, когда Ашшурбанапал соберёт силы. Он овладел Кутой и очистил от ассирийских гарнизонов всю Северную Вавилонию. А в Элам был послан Набу-ката-цабату из халдейского княжества Бит-Синмагир, «человек Шамаш-шум-укина», целью которого было подстрекательство эламитов к восстанию против Ассирии.

#### Элам выступает на стороне мятежников
В апреле 651 г. до н. э. под Вавилон прибыла ассирийская армия. Шамаш-шум-укин потерпел поражение у стен Вавилона и отступил в город. На подступах к Вавилону было разбито и войско арабов, под командованием Абийатэ и Айаму, спешащие для воссоединения с восставшими. Разбитые и рассеянные арабы также укрылись в Вавилоне. Положение для восставших сложилось критическое, но около 651—650 года н. э., получив от Шамаш-шум-укина в качестве платы за помощь сокровища вавилонской Эсагилы, в войну вступил эламский царь Хумбан-никаш II (ассир. Умма-нигаш). Эламиты вторглись в Вавилонию и осадили Урук.

#### Халдеи поддерживают мятежников
Правитель Приморья Набу-бел-шумате, внук Мардук-апла-иддина II на первых порах пытался поладить с Ашшурбанапалом и получил от него даже какие-то владения в Халдее, но во время восстания Шамаш-шум-укина он отпал от Ассирии и сбежал к эламскому царю, захватив обманным путём ассирийский отряд, предоставленный ему Ашшурбанапалом. В Эламе часть этого отряда была заключена в темницу. Халдеи Набу-бел-шумате выступили на стороне Шамаш-шум-укина, вторглись в Вавилонию и осадили Ур. Жители города, не получившие помощь от Ассирии и доведённые осадой до людоедства, сдались. С потерей Ура ассирийцы лишились почти всей Южной Вавилонии. Теперь в их руках остался только Урук, крупный и хорошо укреплённый город, который мешал объединению сил Шамаш-шум-укина, Набу-бел-шумате и эламитов. Вокруг него развернулась напряжённая борьба. Здесь решался исход кампании 651 г. до н. э. В битве при Баб-Саме ассирийцы снова разбили Шамаш-шум-укина и не позволили ему соединиться с эламитами. В феврале 650 г. до н. э. ассирийцы взяли Ниппур, а затем в сражении при Мангиси, близ Дера нанесли поражение армии эламского царя Хумпанникаша. Ещё более крупного успеха достигла секретная ассирийская служба. Она организовала в Эламе государственный переворот. Хумпанникаш и его родные были убиты, а престол захватил Таммариту. Элам на время был парализован и выведен из борьбы.

#### Разгром западных союзников мятежников
Действовавшие на западном фронте ассирийские войска в союзе с некоторыми оставшимися ему верными наместничествами Сирии и Финикии и государством Моав нанесли ряд ударов по арабским княжествам. В плен попали мать, сестра, жена и остальные родственники царя Ариби Уайатэ, сына Бир-Дадда, а сам Уайатэ бежал в Набатею. Власть в Ариби захватил его двоюродный брат Уайатэ, сын Хазаилу, человек, видимо, неэнергичный и нерешительный, который счёл за лучшее сдаться вместе со своей женой Адией в плен к ассирийцам, что отнюдь не смягчило его участь. Уайатэ II был уведён в Ниневию и посажен в одну клетку с шакалом и собакой у центральных ворот города «Вход толп народов». Его участь разделил захваченный в бою Аммулади, правитель Кидри (Кедара). Сопротивление арабов фактически было подавлено.
После чего ассирийцы, самым неожиданным и неудобным путём, с юго-востока, через союзный им Моав, вступили в пределы Иудеи. Иудейский царь Манассия был взят в плен и уведён в Ниневию, где посажен в темницу. Египетский фараон Псамметих, когда ассирийская армия стала угрожать ему заходом в тыл, вынужден был оставить Ашдод и отступить в Египет. Таким образом, восстание на западе было практически ликвидировано.

#### Действия ассирийцев в Вавилонии
Весной 650 г. до н. э. ассирийцы осадили Вавилон, Борсиппу, Сиппар и Куту. На юге борьбу с халдеями вёл Бел-ибни, один из крупнейших политических и военных деятелей того времени. Халдей по происхождению, Бел-ибни находился на ассирийской службе и отличился при защите Урука. В апреле 650 г. до н. э. Ашшурбанапал назначил его наместником Приморья, поручив ему борьбу с Набу-шумате. Последний, потерпев несколько поражений и потеряв остров Дильмун (Бахрейн), где хранились его сокровища, вынужден был покинуть Приморье и уйти в Элам. Отсюда он повёл против Бел-ибни партизанскую войну. В награду за успешную операцию Ашшурбанапал пожаловал Бел-ибни чин туртана — высшее воинское звание в Ассирии.

#### Новый переворот в Эламе
Весной 649 г. до н. э. Элам оправился от потрясений, вызванных поражениями Хумпаникаша и переворотом, и снова вступил в войну. Войска Таммариту вторглись в Среднюю Вавилонию, где ассирийской армией командовал вавилонянин Мардук-шарру-уцур. Но в это время в Эламе произошёл новый переворот, и престол захватил некий Индабигаш. Разбитый Индабигашем, Таммариту со своими братьями, родственниками и кучкой приближённых бежал морем, но попал в плен к Бел-ибни. Тот отправил пленников в Ниневию. Ассирийцы заключили с новым эламским царём мир.

#### Падение Вавилона
Шамаш-шум-укин и вавилоняне оказались в полной изоляции. Ассирийской армией осаждающей Вавилон, Борсиппу, Сиппар и Куту командовал вавилонянин Мардук-апла-иддин. Сперва он овладел Кутой, тем самым, обезопасив свой осадный лагерь от нападений с тыла. Вслед за Кутой пал Сиппар. Летом 648 г. до н. э. ассирийцы взяли Борсиппу. Её граждане, замешанные в организации восстания, сами покончили с собой.
Положение Вавилона к осени 648 г. до н. э. стало безнадёжно. Цены на зерно возросли в 60 раз против обычного времени и обычной официальной цены зерна. В городе начались эпидемии и людоедство. Не желая попасть живым в плен к Ашшурбанапалу, Шамаш-шум-укин поджёг царский дворец и бросился в огонь. Его примеру последовали жена и близкие друзья. Заметив в городе пожар, Мардук-апла-иддин повёл ассирийцев на штурм. Нападавшие ворвались в город и подвергли его жесточайшему грабежу, не щадя даже храмы, несмотря на то, что Ашшурбанапал строго запретил их трогать. Беспощадный террор обрушился на активных сторонников Шамаш-шум-укина. У одних были вырваны языки, а затем их казнили, других разрезали на куски и бросили в ров, отдав на съедение псам, диким зверям, хищным птицам. Остальным жителям Вавилона, Сиппара, Борсиппы, Куты, царь даровал прощение и жизнь, но все их прежние права и вольности были уничтожены, и они были обложены данью и поземельными налогами, также как и население в других подвластных царю провинциях. Останки Шамаш-шум-укина и его супруги по приказу Ашшурбанапала были преданы погребению в специально подготовленном склепе. Царём Вавилона был провозглашен некий Кандалану.

### Война с ассирийцами и Эламом

#### Ашшурбанапал назначает Абийатэ царём ассирийцев
Ассирийский отряд царя Абийатэ, после захвата Вавилона попытался прорвать блокаду ассирийцев и уйти на родину, но был разгромлен. Абийатэ сдался Ашшурбанапалу. Ассирийский царь решил сделать из этого, обязанного ему жизнью человека, покорного правителя. Его отпустили, как говорится, под честное слово и назначили царём арабов Арибии (Кедара) вместо Уайатэ II. Но Ашшурбанапал просчитался. Абийатэ спас своих ветеранов и, вернувшись на родину, возобновил войну против Ассирии.

#### Очередной переворот в Эламе
После падения Вавилона, Ашшурбанапал потребовал от эламского царя Индабигаша освободить и вернуть на родину ассирийских воинов, захваченных в своё время Набу-бел-шумате. Индабигаш беспрекословно выполнил это требование. Однако некоторые ассирийцы, не пожелавшие возвращаться в Ассирию, продолжали оставаться в Эламе. Ашшурбанапал, отправляя обратно эламского посла, потребовал возвращения самого Набу-бел-шумате и других беглецов из Вавилонии, нашедших убежище в Эламе. Однако эламский посол не застал в Сузах своего царя. Эламиты восстали и убили Индабигаша.

#### Ассирийцы вторгаются в Элам
Новый эламский царь Хумбан-Халташ III (ассир. Умманалдаш III) отказался выдать Ашшурбанапалу Набу-бел-шумате. Тогда Ашшурбанапал потребовал вернуть статую богини Инанны, увезённую эламитами из Урука полторы тысячи лет назад. Эламский царь вновь ответил отказом. В месяце симану (май — июнь) 646 г. до н. э. две ассирийские армии повели наступление на Элам. Армия туртана и правителя Приморья Бел-ибни двинулась к Сузам, а ассирийские отряды, стоявшие у Дера, выступили по направлению к Мадакту.
После взятия вторым отрядом важной в стратегическом отношении крепости Бит-имби, оборона которой была поручена зятю Теуммана Имбаппи, Хумпанхалташа покинул Мадакту и бежал в горы. Воспользовавшись отсутствием Хумпанхалташа, некий Умбахабуа провозгласил себя царём и на короткое время захватил власть, своей резиденцией Умбахабуа сделал г. Бапилу, но при приближении ассирийского войска бежал «в недра вод отдаленных», вероятно на острова Персидского залива.

#### Ассирийцы сажают на трон Элама Таммариту II
Воспользовавшись междуцарствием, первая группа войск во главе с Бел-ибни овладела 6 городами в юго-западной части Элама и подошла к Сузам. Тут ассирийцы посадили на трон, привезённого с собой Таммариту, находящегося у них в плену с 649 г. до н. э. Но не успели ассирийские отряды покинуть страну, как Таммариту восстал. Восстание это, конечно же, было преждевременным. Ассирийские войска вернулись, свергли Таммариту и отправили его в Ассирию. Затем ассирийцы с огнём и мечом прошли по всему Эламу. При этом подверглись сожжению и разрушению 29 крупных эламских городов, из них некоторые даже повторно. Судя по названиям, ассирийцы обрушили удар в основном на крепости (Дур-Ундаси, Дур-Ундасима, Дур-Амиани, Хаману и др.) и «царские города» (Мадакту, Сузы, Бупилу, Тубу и др.), уничтожая, таким образом, все важнейшие военные и политические центры страны. После чего ассирийцы с богатой добычей вернулись на родину, а в разорённом Эламе к власти вновь пришёл Хумпанхалташ III.

#### Ассирийцы громят эламские города
Хотя Хумпанхалташ и согласился выполнить требования ассирийского царя выдать Набу-бел-шумате и вернуть статую богини Инанны, в 645 г. до н. э. Элам вновь подвергся нашествию ассирийской армии, которой командовал сам Ашшурбанапал. После захвата области Раши и города Хаману в западной части страны, Хумпанхалташ оставил Мадакту без боя и отступил в укреплённый город Дур-Ундаси, путь к которому преграждала разбушевавшаяся река Идидэ (современная Дез). Ассирийцы захватили 11 городов, в том числе Мадакту и Бупилу и подошли к Идидэ. С большим трудом им всё же удалось переправиться через реку. Хампанхалташ был разбит и бежал в горы. Ассирийцы захватили ещё 5 городов, в том числе и Хидалу.

#### Разрушение Суз
На обратном пути поздней осенью 647 г. до н. э. Ашшурбанапал вступил в Сузы и приказал разрушить этот город до основания. Ассирийцы вывезли из Элама несметные сокровища, в том числе 18 статуй богов и богинь вместе с главным Иншушинаком, 32 статуи эламских царей, отлитые из золота, серебра, меди и богато украшенные, а также огромное число пленных. Даже кости эламских царей были вырыты из могил и увезены в Ассирию. Статуя богини Инанны была возвращена в Урук. После разграбления Суз в Эламе произошёл государственный переворот. Некий Па’э провозгласил себя царём, но после безуспешных попыток закрепить свою власть, сдался в плен ассирийцам и был отправлен в Ниневию. Наконец капитулировала последняя группа защитников — воины из разрушенных городов и крепостей, которые заняли неприступную гору Салатари, создали там укрепления и в течение двух лет держали там оборону.
После ухода ассирийцев Хумпланхалташ вернулся в Мадакту и, чтобы установить дружественные отношения с Ашшурбанапалом, он предложил ему выдать Набу-бел-шумате. Однако последний покончил жизнь самоубийством, а ассирийцам был выдан его труп, положенный для сохранности в соль. После чего с Эламом был заключён мир, продлившийся около 4 лет.

#### Война с ассирийцами
В течение этих лет Ашшурбанапал закончил войну с ассирийцами. В результате походов в Аравию около 644 года до н. э. ассирийцы разгромили царя Ариби и Кидри (Кедара) Абийатэ и его союзников царя набатеев Натну, племя Исаммэ и племя бога Атарсамайина. Было захвачено большое число пленных и несметное количество скота. Среди пленных оказался и царь Абийатэ, который был отправлен в Ниневию и посажен в клетку на собачьей цепи. Вслед за этим ассирийское войско двинулось к Средиземному морю и разрушило города Ушу и Акко.

#### Последний поход в Элам
В 640 г. до н. э. Ашшурбанапал нанёс последний удар по Эламу. Хумпанхалташ бежал на север Лурестана, но попал в плен к воинам племени эллипи, которые выдали его Ашшурбанапалу. Последние сопротивления в Эламе были подавлены в 639 г. до н. э. Таким образом, в руках Ашшурбанапала оказалось три эламских царя: Таммариту II, Хумпанхалташ III и Па’э. Он запряг всех троих, а вдобавок ещё и пленного арабского шейха Уайатэ в свою колесницу, и они повезли его в храм Эмишмиш, чтобы принести жертвы богине Нинлиль. Причём в триумфальной процессии вели Набу-ката-цабата, ближайшего сподвижника Шама-шум-укина, а на его шее висела засоленная голова Набу-бел-шумате.

#### Урарты признают власть ассирийского царя
Победы Ашшурбанапала имели столь огромное значение, что урартский царь Сардури III (ассир. Сидури) в 643 г. до н. э. добровольно признал над собой главенство Ассирии, уплатил дань и даже в дипломатическом письме назвал Ашшурбанапала своим «отцом» и господином. Ассирийские анналы подчеркивают, что предки Сардури признавали ассирийского царя «братом», но не «отцом» и господином. Сохранился фрагмент ответного письма Ашшурбанапала к Сардури, в котором ассирийский царь обещает Урарту свою дружбу. Персидский царь Кураш I (Кир I) около 641 года до н. э. также признал верховную власть Ассирии и послал к Ашшурбанапалу в Ниневию своего сына Арукку с дарами. Вместе с персами дары прислал и царёк восточно-эламской области Худимери. Наконец, прибыло в Ниневию и посольство царя Набайатэ (набатеев) Натну, с изъявлением покорности и признанием зависимости. Ассирийский царь установил ему дань и ежегодные подати.

### Конец царствования
О последних годах жизни Ашшурбанапала почти ничего не известно (последнее издание анналов, обозначаемое «H», датируется 639 г. до н. э., имеется ещё одно издание, «G», датировка которого невозможна). В 633 г. до н. э. Син-шар-ишкун, один из сыновей Ашшурбанапала, стал носить титул «царь Ассирии» где-то в районе города Урука. Однако в 631 г. до н. э. Урук признал вавилонского царя Кандалану, а в 628 г. до н. э. — снова Син-шар-ишкуна. Политическая подоплёка таких перемен нам неизвестна. Возможно, Кандалану и Син-шар-ишкун оспаривали друг у друга власть в Южной Месопотамии и один из них, перестал подчиняться «царю вселенной» Ашшурбанапалу.
Сама Ассирия в 629 г. до н. э. была разделена на два царства, столицами которых были, по-видимому, Ашшур и Ниневия. Этими двумя царствами правили Ашшурбанапал и его сын Ашшур-этель-илани, причём в Ниппуре, то есть за пределами собственно Ассирии главным ассирийским царём считался Ашшур-этель-илани. Источники не освещают характера взаимоотношений между двумя «царями вселенной», но, во всяком случае, точно известно, что разделение власти ослабило Ассирию. Уже в 628 г. до н. э. иудейский царь Иосия располагал по своему усмотрению бывшими палестинскими провинциями Ассирийской державы. А египетский фараон Псамметих осадил и взял в 625 г. до н. э. палестинский город Ашдод, ранее принадлежащий ассирийцам. В Финикии восстановилось царство Сидон.
Дата смерти Ашшурбанапала спорна. Общепринятая датировка — умер в 627 г. до н. э., на 42-м году царствия — принадлежит Дж. Оутс (1965).

### Культура
Ашшурбанапал вошёл в историю не только как крупный военный деятель и политик, но и как собиратель древних письменных памятников. Подготовленный первоначально к жреческой деятельности, Ашшурбанапал был единственным ассирийским царём, знавшим клинопись. По его приказу в Ниневии были собраны в копиях и подлинниках десятки тысяч исторических, магических и научных текстов. Библиотека Ашшурбанапала, в которой сохранилось более 20 тыс. глиняных табличек с текстами, была найдена при раскопках г. Ниневия в 1849—1859 гг.
Прославился Ашшурбанапал и как строитель. Его часто изображали как шумерского «энси» со строительной корзиной на голове. По его приказу возведён великолепный северный дворец в Ниневии, украшенный прекрасными рельефами. Реставрировались и строились многочисленные храмы в Вавилоне, Борсиппе, Уруке, Харране, Кальху и других городах.
Античной традиции известен как изнеженный, развращённый и бездеятельный восточный деспот Сарданапал, хотя на образ последнего повлияли и другие ассирийские владыки.
Греки отождествляли Ашшурбанапала с Сарданапалом.
Упоминается как Аснафар (Аснаппер, Оснапер) в Библии — Езд. 4:10.

### Память
В 1988 году в Сан-Франциско была установлена статуя Ашшурбанапала работы уроженца Ирака Фреда Пархада — подарок от ассирийской общины.
Ашшурбанапал упоминается в рассказе Роберта Говарда «Пламень Ашшурбанипала».